# معركة البطحاء
بعد الاحتلال الفرنسي للمغرب بدأت تدخل إلى المدن واحدة تلو الأخرى فتمكنت من الدخول إلى تغمرت عام 1917 وبدأ السكان في المقاومة

## خلفية
وظهر من بين المقاومين مبارك التوزونيني الذي ابتدأ عمله بالأمر بالمعروف والنهي عن المنكر ثم بدأ بالدعوة إلى الجهاد واتبع نهج اغتيال القادة الفرنسيين 

## السبب المباشر
فقام باغتيال رئس الحكومة الفرنسية في تافيلالت المدعو لوستري 
وقال الفرنسيون في تأبينه: «إن قتله يعادل قتل ثلث فرنسا».

## المعركة
وبعدها قام باستنفار القبائل المحيطة ومهاجمة المركز الفرنسي في تيغمرت من إقليم تافيلالت ووقوع معركة البطحاء حيث استعد الفرنسيون في مكان يقال له البطحاء وعند قدوم أهالي القرى المحيطة لمواجهة الفرنسيين بدأ الفرنسيون بقصفهم بالمدافع والقنابل فتشتت جمعهم فتبعهم الفرنسيون واستولى على ممتلكاتهم وما إن رجع الفرنسيون إلى البطحاء حتى فاجأهم الأهالي بالهجوم من جديد حتى قتل الجنود الفرنسيون بعضهم خطأً من هول الموقف.

## ما بعد المعركة
كان عدد الضباط الفرنسيين الذين قتلوا يومها عشرة ضباط

وتم قتل فوج كامل من القوات الفرنسية قدر عددهم بحوالي 1200 جندي 
واغتنم الأهالي عدد كبير من الذخيرة 

بعدها أمر الجنرال الفرنسي في المنطقة بالتراجع خارج تافيلالت لأنه لن يتمكن من استقدام التعزيزات اللازمة وبقيت فرنسا حتى عام 1932 لا تستطيع الدخول إلى هذه المنطقة.